# Toro Rosso STR11
A Toro Rosso STR11 egy Formula–1-es versenyautó, amelyet a Scuderia Toro Rosso versenyeztetett a 2016-os Formula–1 világbajnokságon. Pilótái az újonc Carlos Sainz Jr. és Max Verstappen voltak, legalábbis az első négy versenyen, ugyanis az ötödik futamtól kezdődően Verstappen és Danyiil Kvjat helyet cseréltek.

## Áttekintés
A turbókorszak első két évében a Toro Rosso és a "nagycsapat" Red Bull is Renault-motorokat használtak, ám ezen erőforrások gyengesége és megbízhatatlansága számos kritikát vetett fel. Ezért aztán a csapatok a 2015-ös idény végén szakítottak a Renault-val. Csakhogy nem sikerült másik motorszállítót intézniük záros határidőn belül, így a Red Bull végül mégis megállapodott, hogy a Renault erőforrásait használja tovább, de márkajelzés nélkül, szimplán csak "TAG Heuer" elnevezéssel. Ami a Toro Rossót illeti, nekik időközben sikerült a Ferrarival aláírniuk egy szerződést, ám ez nem volt túl előnyös, ugyanis a kései megállapodás miatt a Ferrarinak már nem volt megfelelő gyártókapacitása ellátni a legújabb, Ferrari 061-es motorral őket. Helyette az FIA engedélyével, a korábbi, 059/4 motor továbbfejlesztett, 060-as változatát kapta meg a csapat, melyhez ellátták őket alkatrészekkel, de nem adtak hozzá gyári támogatást, így motorfejlesztést sem. A Toro Rosso és a Ferrari korábban, 2007 és 2013 között már dolgoztak együtt.
Ennek megfelelően a csapat nem volt túl erős az évben, habár 63 ponttal a konstruktőri hetedik helyig jutottak. Főleg az év első felében voltak jobb eredményeik (de hatodiknál sosem voltak jobbak), az idény második felében a tovább nem fejlesztett, és egyébként is több mint egy éves motor miatt egyre nagyobb hátrányba kerültek. A spanyol nagydíjon Kvjat visszakerült Verstappen helyére, s bár ekkor megfutotta a verseny leggyorsabb körét., az idény további részében szemmel láthatóan nehezen viselte a lefokozást, és pontot is csak két alkalommal szerzett egész idényben.
A tanulságoktól sem mentes idény végén a Toro Rosso úgy döntött, hogy visszatér a Renault motorjaihoz, melyeket a Red Bullhoz hasonlóan márkajelzés nélkül használ.

## Eredmények
(Táblázat értelmezése)

(Félkövér: pole-pozícióból indult; dőlt: leggyorsabb kört futott) 

| Év   | Csapat              | Motor       | Gumi | Versenyzők       | 1          | 2       | 3    | 4           | 5             | 6      | 7      | 8            | 9        | 10             | 11           | 12          | 13      | 14          | 15        | 16       | 17    | 18  | 19     | 20       | 21                      | Pont | Helyezés |
| ---- | ------------------- | ----------- | ---- | ---------------- | ---------- | ------- | ---- | ----------- | ------------- | ------ | ------ | ------------ | -------- | -------------- | ------------ | ----------- | ------- | ----------- | --------- | -------- | ----- | --- | ------ | -------- | ----------------------- | ---- | -------- |
| 2016 | Scuderia Toro Rosso | Ferrari 060 | P    |                  | Ausztrália | Bahrein | Kína | Oroszország | Spanyolország | Monaco | Kanada | Európai Unió | Ausztria | Nagy-Britannia | Magyarország | Németország | Belgium | Olaszország | Szingapúr | Malajzia | Japán | USA | Mexikó | Brazília | Egyesült Arab Emírségek | 63   | 7.       |
| 2016 | Scuderia Toro Rosso | Ferrari 060 | P    | Max Verstappen   | 10         | 6       | 8    | KI          |               |        |        |              |          |                |              |             |         |             |           |          |       |     |        |          |                         | 63   | 7.       |
| 2016 | Scuderia Toro Rosso | Ferrari 060 | P    | Danyiil Kvjat    |            |         |      |             | 10            | KI     | 12     | KI           | KI       | 10             | 16           | 15          | 14      | KI          | 9         | 14       | 13    | 11  | 18     | 13       | KI                      | 63   | 7.       |
| 2016 | Scuderia Toro Rosso | Ferrari 060 | P    | Carlos Sainz Jr. | 9          | KI      | 9    | 12          | 6             | 8      | 9      | KI           | 8        | 8              | 8            | 14          | KI      | 15          | 14        | 11       | 17    | 6   | 16     | 6        | KI                      | 63   | 7.       |

† Kiesett, de a verseny 90%-át teljesítette, így teljesítményét értékelték.